# Сьверково (Мазовецьке воєводство)
Сьверково (пол. Świerkowo) — село в Польщі, у гміні Сьверче Пултуського повіту Мазовецького воєводства.
Населення — 153 особи (2011).
У 1975-1998 роках село належало до Цехановського воєводства.

## Демографія
Демографічна структура станом на 31 березня 2011 року:
|          | Загалом | Допрацездатний вік | Працездатний вік | Постпрацездатний вік |
| -------- | ------- | ------------------ | ---------------- | -------------------- |
| Чоловіки | 78      | 25                 | 47               | 6                    |
| Жінки    | 75      | 19                 | 45               | 11                   |
| Разом    | 153     | 44                 | 92               | 17                   |